# جشن پیروزی رومی

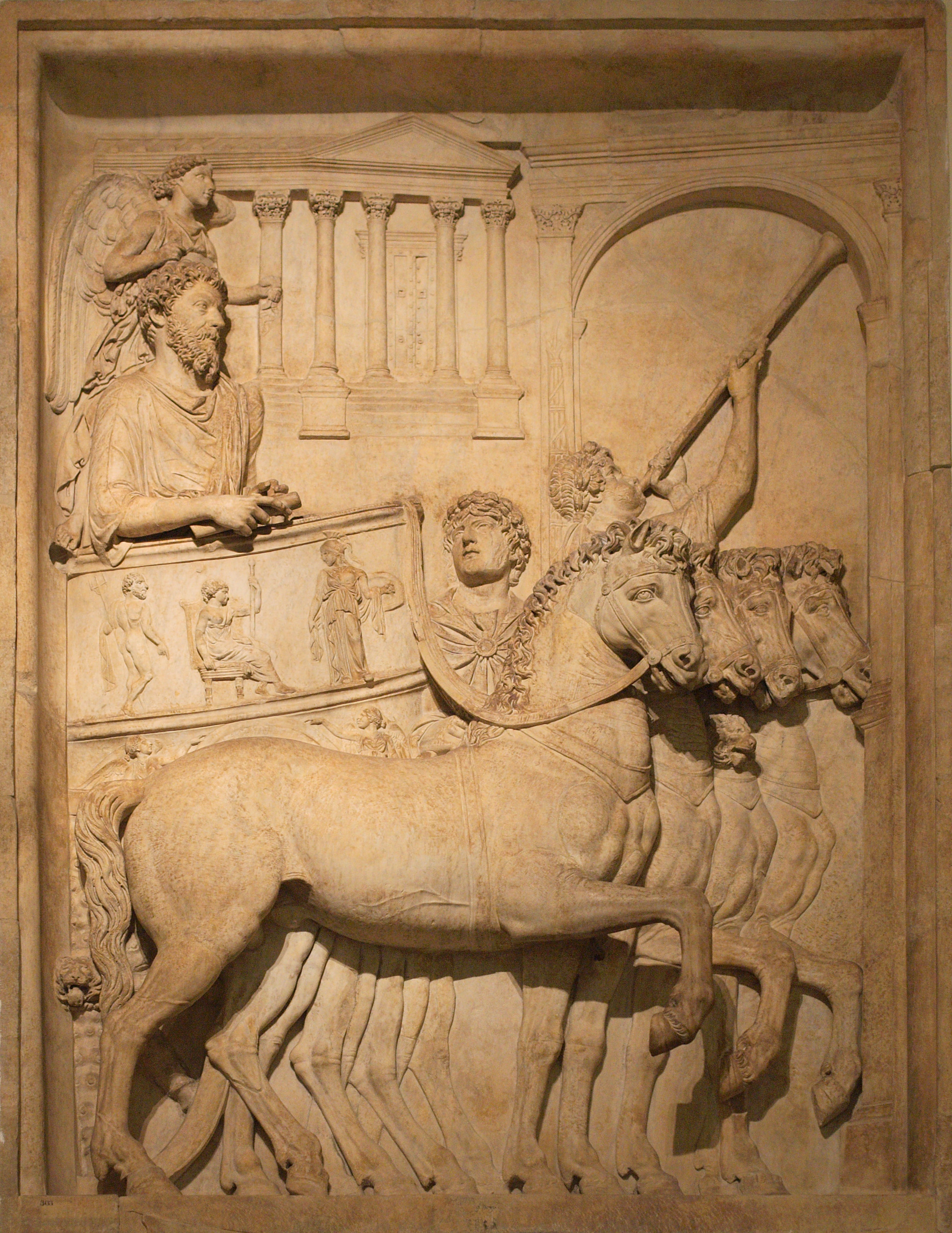
تصویری از مراسم تریومف به افتخار مارکوس اورلیوس، توجه شود که فرشتهٔ بالداری که در اطراف سر امپراتور دیده می‌شود، نشانه‌ای از نزدیکی مقام او به الوهیت است

جشن پیروزی یا ترایامف (به لاتینی: triumphus ، به انگلیسی: Roman triumph)، نام یک مراسم مدنی و آیین مذهبی در روم باستان بود. گرچه خاستگاه این رسم و نحوهٔ گسترش و توسعهٔ آن همچنان مبهم باقی مانده‌است، امّا مورخان روم باستان برگزاری نخستین ترایومف یا جشن پیروزی رُم را، ریشه در گذشته‌های افسانه‌ای این سرزمین می دانند. در جریان جشن پیروزی، دستاوردهای نظامی فرماندهان سپاه روم که در عرصهٔ نظامی گری موفقیت‌های بزرگی به دست آورده بودند، علناً جشن گرفته می‌شد و مورد تقدیس و ستایش قرار می‌گرفت. این جشن به ویژه به افتخار سردارانی برگزار می‌شد، که در جنگ با دشمنان خارجی، به پیروزی‌های قابل توجهی دست یافته بودند یا موفق به کشورگشایی و تسخیر ممالک دیگر شده بودند.
در سنت‌های جمهوری رم، ژنرال یا سردار پیروز، در روز برگزاری جشن تریومف، به صورتی تشریفاتی به ارج و مقامی بسیار بالا می‌رسید و به وضعیتی نزدیک به وضعیت خداوند یا پادشاه رسانده می‌شد و با او همچون یک ایزد یا یک شاهنشاه برخورد می‌گردید. همچنین در ایام بعد از برگزاری جشن پیروزی، حق و حقوقی خاص برای او به عنوان شخص پیروز (تریومفالیس) حفظ می‌گردید. تریومفالیس به لحاظ لغوی تقریباً «مردی با افتخار پیروزی» معنا می‌داد، این سردار پیروز بقیه عمر خود را با همین لقب توصیف می‌شد. همچنین پس از مرگ او نیز، در جریان برگزاری مراسم عزاداری و تشییع جنازه اش، اخلاف و بازماندگان او، به منظور معرفی دوبارهٔ او، یک بازیگر اجیر شده را به پوشیدن نقاب مرگ او که بدان ایماژو می‌گفتند، وامی‌داشتند و او را در ردای پیروزی که پوشش یا شنلی بی آستین و طلا دوزی شده و تمام-ارغوانی بود، می‌پیچیدند.
در جریان بی‌ثباتی‌های اجتماعی و سیاسی که در اواخر دوران عمر جمهوری رم پدید آمد، جشن پیروزی به یک ابزار قدرتمند تبلیغاتی و پروپاگاندا تبدیل شده بود که از آن برای فرصت طلبی‌های نظامی سیاسی بهره‌برداری می‌گردید. از دوران پرینکیپاته (Principate) [یعنی دوران نخست امپراتوری روم] به بعد، جشن ترایامف به صورت یک آیین عبادی تشریفاتی درآمد، که برتری و تفوق نظامی و سیاسی خانواده سلطنتی را انعکاس می‌داد.
بیشترین توصیفاتی که رومیان از ویژگی‌های جشن پیروزی، به رشتهٔ تحریر درآورده‌اند، به منظور ارائهٔ برخی درس‌های اخلاقی از آن بوده‌است، و در این نوشته‌ها کمتر به توضیحات دقیقی که ماهیت این آیین را به گونه‌ای منظم بیان کرده باشد، برمی‌خوریم. این وضعیت تنها به ما اجازه می‌دهد تا از درهم آمیختن شرح‌های مربوط به دورانهای گوناگون از مراسم تریومف، و بازسازی و تفسیر آنها، به اطلاعاتی در مورد این جشن دست یابیم. گواینکه ممکن است برخی از این اطلاعات گمراه‌کننده بوده و دقیق نباشند.
با وجود این، ترایامف یا جشن پیروزی یک مراسم مختص روم باستان محسوب می‌شود که آگاهانه و به منظور به رخ کشیدن و نمایاندن ثروت، قدرت و عظمت روم، توسط دولت‌های دوران قرون وسطی در این سرزمین و همین‌طور در اعصار بعد از آن برگزار می‌شده‌است.

## معرفی بیشتر

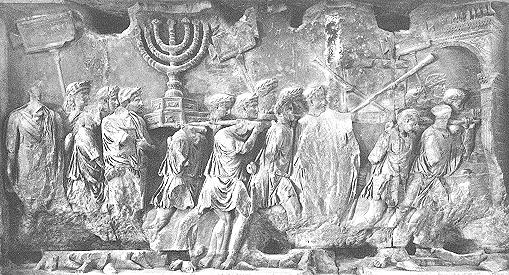
جزئیاتی از طاق نصرت تایتوس (طاق تیتوس) که برگزاری مراسم تریومف به افتخار او در سال ۷۱ میلادی را نشان می‌دهد، زمانی‌که او موفق به غارت و چپاول اورشلیم شده بود

در روم عصر باستان، غنایمی که از راه غارت حاصل می‌شد، به هنگام جشن در معابر رُم به نمایش درمی‌آمد. تری یومف به معنای ورود رسمی و باشکوه سرداری به رُم، پس از پیروزی در جنگ بود.
سردار پیروز، سوار بر ارابه‌ای که چهار اسب سفید آن را می‌کشیدند، وارد شهر می‌گردید. سردار لباسی سرخ بر تن می‌کرد، تاج گلی بر سر می‌گذاشت و عصایی کوتاه بر دست می‌گرفت. این عصا از عاج فیل درست شده بود و مجسمهٔ کوچک یک عقاب، سر آن را تزئین می‌نمود.
پیشاپیش سردار پیروز، غنایم با ارزش تری که در جنگ و از راه غارت و چپاول حاصل شده بودند را حمل می‌کردند و اشراف زادگان اسیر را در زنجیر، می‌بردند. در میان اسیران، زن‌ها و کودکان نیز مشاهده می‌شدند.

## جشن از زبانپلوتارک

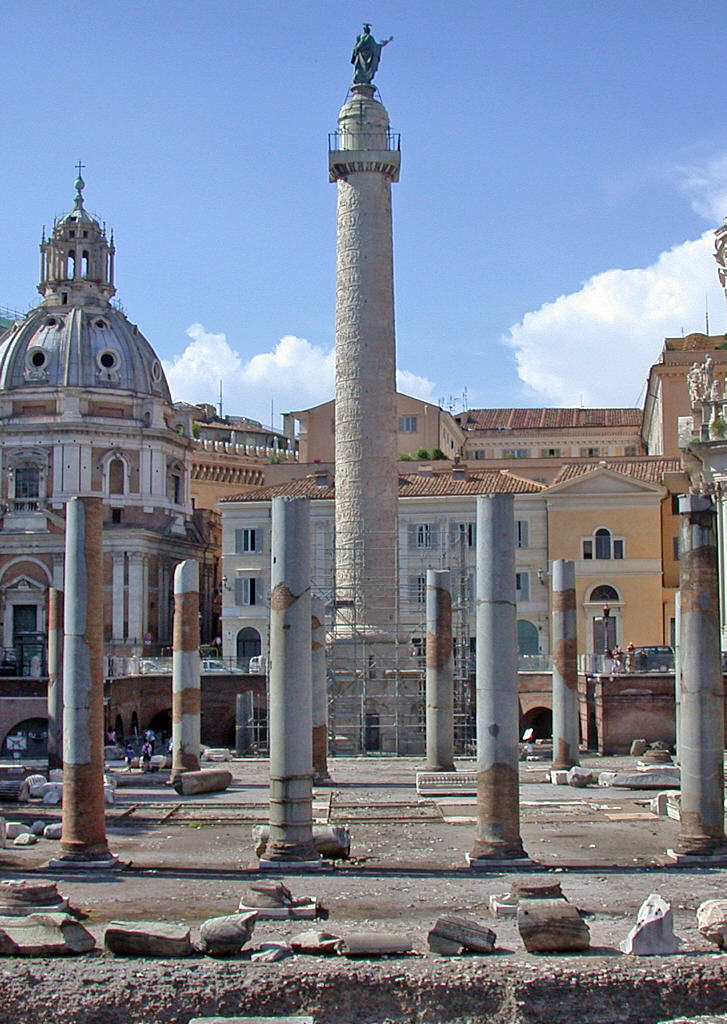
ستون‌های تراژان، توصیفی بوسیلهٔ سنگ از یک جشن تریومف سمبولیک، جشنی که پس از پیروزی تراژان بر داکیانز، پادشاه رومانی برگزار شد. ستونها در فرایندی منظم و به شکل مارپیچی استقرار یافته‌اند

پلوتارک، در کتاب معروف خویش، حیات مردان نامی، به شرح جالب توجهی از جزئیات یک تری یومف که پس از پیروزی روم بر مقدونیه برگزار شده، پرداخته‌است، که در اینجا فرازی از نوشتهٔ او ذکر می‌شود:
مردم، تمام معابر، هرجایی را که می‌شد از آنجا مراسم را دید، پُر کرده بودند.
روز اوّل، از صبح تا غروب، مجسمه‌ها و تابلوهایی را که به غنیمت گرفته شده بودند، بوسیلهٔ دویست و پنجاه کالسکه می‌آوردند.
روز بعد ارابه‌های بیشماری در حرکت بودند که زیباترین و گرانبهاترین سلاح‌های مقدونی را حمل می‌کردند. سلاح‌ها، گرچه فقط از مس و آهن درست شده بودند، امّا زیر نور خورشید می‌درخشیدند. تودهٔ شمشیرها و نیزه‌های مقدونی، موی را بر تن انسان سیخ می‌کرد.
پس از عرابه‌های حامل سلاح، سه هزار نفر، سکّه‌های نقره را که در هفتصد و پنجاه ظرف ریخته شده بود، حمل می‌نمودند. هر ظرفی را چهار باربر بلند کرده بودند.
بدنبال این گروه، گروه دیگری جام‌ها و سبوهای نقره‌ای را می‌بُردند.
روز سوّم، همین که هوا روشن شد، شیپورچی‌ها، در حالیکه آهنگ‌های رزم می‌نواختند، به خیابان و معابر ریختند. رومیان با همین آهنگ‌ها به جنگ می‌رفتند.
بدنبال شیپورچیان، ۱۲۰ گاو نر که شاخهایشان آراسته بود را می‌بردند، تا قربانی کنند.
بعد در ۷۷ ظرف، که بزرگی شان به اندازهٔ ظرفهای دیروز بود[همان ۷۵۰ ظرف بزرگی که در آن‌ها سکه‌های نقره ریخته بودند]، سکه‌های طلا حمل می‌شد.
سپس مردانی عبور می‌کردند که ظروف طلایی دربار مقدونیه و سبوهای زرّین ساخته شده از طلای ناب را بر روی سرهایشان گرفته بودند و حرکتشان می‌دادند. این سبوها با سنگ‌های قیمتی و گرانبها تزئین شده بودند.
بعد از همهٔ اینها، کالسکهٔ شخصی شاه و سپس سلاح شخصی او برده می‌شد.
کمی دورتر از کالسکه، کودکان شاه، دو پسر بچّه و یک دختر کوچک در حرکت بودند. این کودکان به قدری کوچک و کم سن و سال بودند که هنوز مُصیبت وحشتناکی که بر سرشان نازل شده بود را درنمی یافتند.
پشت سر بچّه‌ها، خودِ شاه، در حالیکه لباسی تیره بر تن کرده بود، گام برمی‌داشت. شاه [ظاهراً به دلیل برخی اتفاقات پس از غلبه بر مقدونیه]، غمگین و نگران بود و گویی از شدت غمی که سر تا پایش را درنوردیده بود، عقلش را از کف داده است!
بعد از شاه، چهارصد عدد تاج طلا که از طرف شهرهای دیگر روم به مناسبت پیروزی سردار به وی هدیه شده بود، حمل می‌گردید.
و سرانجام، خود سردار [همان سردار فاتح و پیروز که تریومف به افتخار او برگزار می‌شد و گفتیم که «تریومفالوس» خوانده می‌شد]، می‌آمد، در حالیکه باشکوه و اقتدار بر یک ارابهٔ شکوهمند ایستاده بود و بعد از او و پشت سرش، تمامی افراد سپاهش، در حالیکه ترانه می‌خواندند و شاخهٔ درخت غان در دست داشتند، حرکت می‌کردند.